# 8.ª División Antiaérea
La 8ª División Antiaérea (8. Flak-Division) fue una unidad militar de la Luftwaffe durante la Segunda Guerra Mundial.

## Historia
Formada el 1 de septiembre de 1941 en Bremen-Oberneuland desde el 6° Comando de Defensa Aérea. El 13° Regimiento Antiaéreo es remplazado por el 56° Regimiento Antiaéreo como Grupo Antiaéreo Bremen Sur en junio de 1942. En mayo de 1944 la 8° Brigada Antiaérea deja Hannover y la división se hizo cargo de sus cuatro regimientos el 1 de junio de 1944. En junio de 1944 el 89° Regimiento Antiaéreo es trasladado a Narbonne (Francia). En julio de 1944 el 50° Regimiento Antiaéreo (o) y el 61° Regimiento Antiaéreo (o) deja la división por la 8° Brigada Antiaérea. El 61° Regimiento Antiaéreo (o) retorna en septiembre de 1944, mientras que el 63° Regimiento Antiaéreo (o) deja la división por la 4° Brigada Antiaérea.

## Comandantes
- Teniente General Kurt Wagner - (1 de septiembre de 1941 - 4 de diciembre de 1944)
- Mayor general Max Schaller - (4 de diciembre de 1944 - 7 de mayo de 1945)

### Jefes de Operaciones (Ia)
- Capitán Freygang - (? - ?)
- Mayor Hans-Werner Staunau - (15 de noviembre de 1944 - mayo de 1945)

## Orden de Batalla
Organización del 1 de septiembre de 1941:
- 26° Regimiento Antiaéreo (o) (Grupo Antiaéreo Bremen Norte)
- 56° Regimiento Antiaéreo (o) (Grupo Antiaéreo Bremen Sur)
- 89° Regimiento Antiaéreo (o) (Grupo Antiaéreo Bremen Centro)
- 160° Regimiento de Proyectores Antiaéreo (o) (Grupo de Proyectores Antiaéreo Bremen)
- 128° Batallón Aéreo de Comunicaciones

Organización del 1 de noviembre de 1943:
- 13° Regimiento Antiaéreo (o) (Grupo Antiaéreo Bremen Sur)
- 26° Regimiento Antiaéreo (o) (Grupo Antiaéreo Bremen Norte)
- 89° Regimiento Antiaéreo (o) (Grupo Antiaéreo Bremen Centro)
- 160° Regimiento de Proyectores Antiaéreo (o) (Grupo de Proyectores Antiaéreo Bremen)
- 128° Batallón Aéreo de Comunicaciones

Organización del 1 de junio de 1944:
- 9° Regimiento Antiaéreo (o) (Grupo Antiaéreo Osnabrück)
- 13° Regimiento Antiaéreo (o) (Grupo Antiaéreo Bremen Sur)
- 26° Regimiento Antiaéreo (o) (Grupo Antiaéreo Bremen Norte)
- 50° Regimiento Antiaéreo (o) en Bohmte (Grupo Antiaéreo Moorland)
- 61° Regimiento Antiaéreo (o) (Grupo Antiaéreo Lübeck)
- 63° Regimiento Antiaéreo (o) (Grupo Antiaéreo Frisia oriental)
- 89° Regimiento Antiaéreo (o) (Grupo Antiaéreo Bremen Centro)
- 160° Regimiento de Proyectores Antiaéreo (o) (Grupo de Proyectores Antiaéreo Bremen)
- VI./29° Batería de Transporte Antiaéreo
- 128° Batallón Aéreo de Comunicaciones

Organización del 1 de diciembre de 1944:
- 9° Regimiento Antiaéreo (v) (Grupo Antiaéreo Osnabrück)
- 13° Regimiento Antiaéreo (o) (Grupo Antiaéreo Bremen Sur)
- 26° Regimiento Antiaéreo (o) (Grupo Antiaéreo Bremen Norte)
- 61° Regimiento Antiaéreo (o) (Grupo Antiaéreo Lübeck)
- 160° Regimiento de Proyectores Antiaéreo (o) (Grupo de Proyectores Antiaéreo Bremen)
- VI./29° Batería de Transporte Antiaéreo
- 128° Batallón Aéreo de Comunicaciones

## Subordinado
| -                             | XI Comando Administrativo Aéreo |
| Marzo de 1945 - abril de 1945 | VI Cuerpo Antiaéreo             |